# 膜叶茶
膜叶茶（学名：Camellia leptophylla）为山茶科山茶属的植物，是中国的特有植物。分布在中国大陆的广西等地，目前尚未由人工引种栽培。